# Sennuccio Benelli
Sennuccio Lamberto Benelli (Roma, 31 luglio 1920 – Roma, 20 agosto 1997) è stato un giornalista, attore e drammaturgo italiano.

## Biografia
Figlio di Sem Benelli e padre della regista Gioia Benelli e di Stefania, si sposò con Meiti Rampoldi, figlia di Cesare e Flora Pfäutu von Känel.
La sua carriera giornalistica fu segnata dalla vittoria del Premiolino e del Premio Saint-Vincent per il giornalismo, a seguito di due reportage rispettivamente sulle forze armate e sulle condizioni dei detenuti nelle carceri italiane. Nel giugno del 1949 una serie di suoi articoli su Trieste, apparsi su Il Politecnico, rappresentarono una prima presa di posizione da parte di ambienti gravitanti intorno al PCI rispetto alle politiche di Tito; la città fu definita crocevia d'oppio e d'anticomunismo, luogo di «loschi business» e «amoreggiamenti» fra angloamericani e jugoslavi.
Collaborò con vari periodici e quotidiani, fra cui Tempo, Il punto, L'Espresso, Successo, Avanti!, Paese, Paese Sera, Il Giorno.
Fu anche attore e autore di drammi «borghesi», fra cui Claudio, imperatore per caso (dramma satirico in 3 atti, 1948), Le valigie erano pronte (commedia in 3 atti, 1950), Dormi, figlio, che la fortuna veglia (dramma in 3 atti, 1953). Recitò in alcuni allestimenti teatrali di Alberto Casella, fra cui Redenzione di Roberto Farinacci, Addio, Korall di Gilberto Loverso, Processo ad Alfonsina di Giorgio Scerbanenco.
Nel 1948 aderì all’Alleanza della Cultura, organismo di intellettuali fondato sotto il patrocinio di Emilio Sereni, responsabile della politica culturale del PCI; insieme a lui firmarono anche Aleramo, Alvaro, Bassani, Bontempelli, Ginzburg e Muscetta.

## Filmografia
- La cena delle beffe, regia di Alessandro Blasetti (1942) - assistente alla regia, sceneggiatore
- La fanciulla dell'altra riva, regia di Piero Ballerini (1942) - assistente alla regia
- Addio Kira!, regia di Goffredo Alessandrini (1942) - attore
- Noi vivi, regia di Goffredo Alessandrini (1942) - attore
- Quelli della montagna, regia di Aldo Vergano (1943) - attore
- Serenata amara, regia di Pino Mercanti (1952) - sceneggiatore
- Salvatore Giuliano, regia di Francesco Rosi (1962) - attore
- Il caso Mattei, regia di Francesco Rosi (1972) - attore

## Opere
- Incontri impossibili, Milano, Lerici, 1964.
- Italia sbagliata, Milano, Ed. Milano Nuova, 1965.
- La riforma delle mezze maniche, Milano, Ed. Milano Nuova, 1965.
- La dolce burocrazia, Milano, ed. Ferro, 1965.
- Salvatore Quasimodo incontra Anita Ekberg, Milano, Lerici, 1965.

## Riconoscimenti
- 1948 – Secondo ex aequo al Premio Teatrale S. Remo con il dramma satirico «Claudio, imperatore per caso».
- 1960 – Premiolino, per l'inchiesta sulle forze armate italiane.[9]
- 1961 – Premio Saint-Vincent per il giornalismo.